# Пионерский парк
Пионерский парк — парк в Калининском районе Санкт-Петербурга (муниципальный округ Пискарёвка), ограничен Пискарёвским проспектом, Бестужевской улицей, застройкой Замшиной улицы, проспектом Мечникова. Открыт в 1968 году. Площадь 12 га. Название получил потому, что рядом с ним (пр. Мечникова, 2) с 1973 года располагался Дом пионеров (ныне Дом детского творчества Калининского района). В парке был оборудован детский игровой городок и площадка для пионерских линеек. На площадке есть памятник «Солнышко», существующий до сих пор. Ныне площадка для пионерских линеек превращена в детскую площадку.
К Пионерскому парку также иногда относили и сквер, расположенный южнее Бестужевской улицы, который позже был назван парк имени Академика Сахарова (Финляндский округ).
Пионерский парк и парк имени Академика Сахарова расположены на территории бывшей дачи князя Абамелек-Лазарева.

## Литература

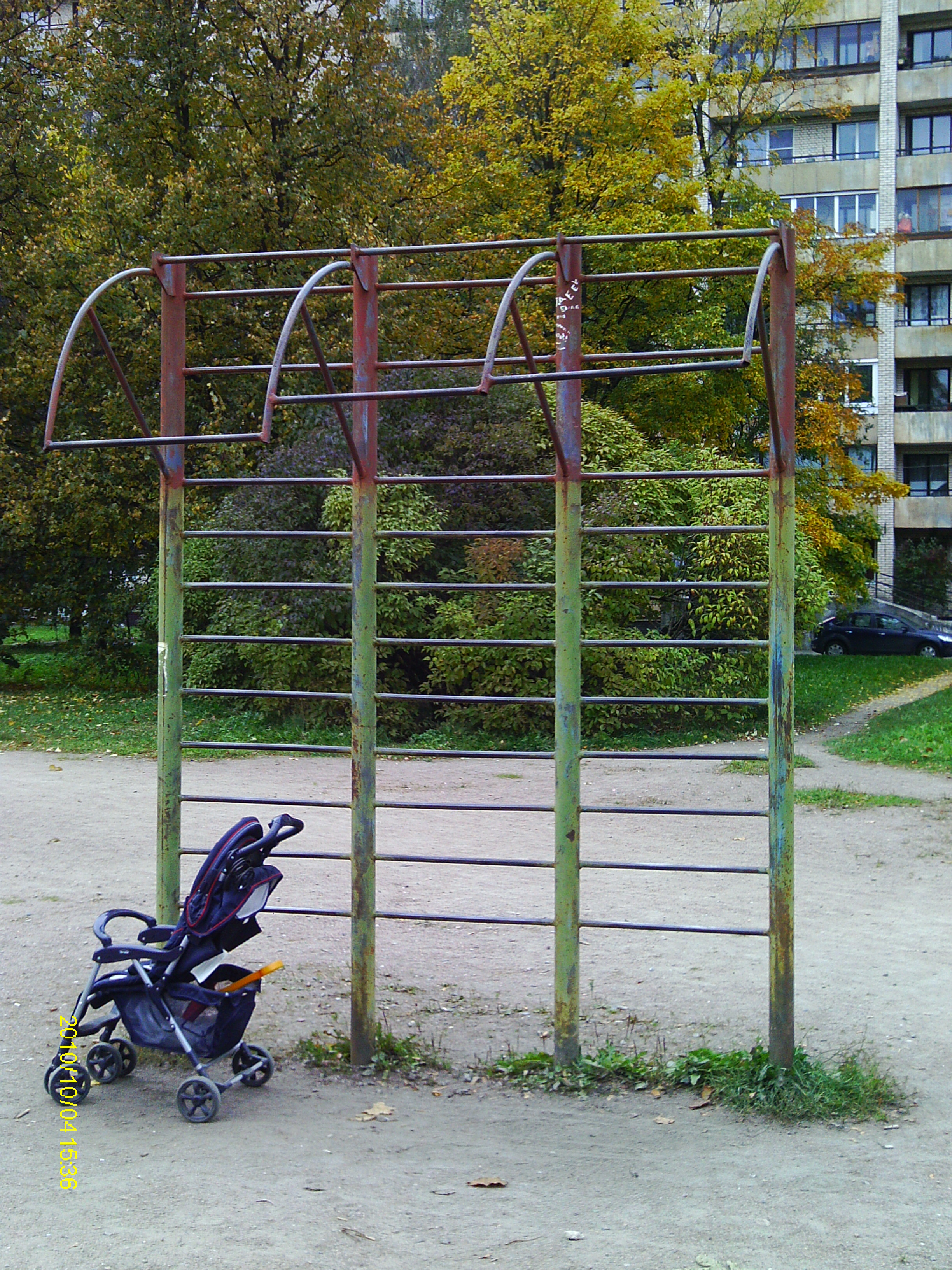
Турник на детской площадке Пионерского парка (фото 2010 года, простоял до конца 2019 года)

Памятный знак «Пусть всегда будет солнце» на бывшей площадке для пионерских линеек (фото 2010 года)